# Amblar-Don
Amblar-Don ist eine italienische Gemeinde mit 549 Einwohnern (Stand 31. Dezember 2023) in der italienischen Provinz Trient (Region Trentino-Südtirol). Sie ist Teil der Talgemeinschaft Comunità della Val di Non.

## Geographie
Der Hauptort Don liegt etwa 34 Kilometer nördlich von Trient auf der orographisch linken Talseite im Oberen Nonstal und acht Kilometer nordöstlich von Cles dem Hauptort des Tales entfernt. Der Ortsteil Amblar liegt etwa einen Kilometer nordöstlich von Don. Das Gemeindegebiet grenzt an die Südtiroler Gemeinden Kaltern und Tramin an der Weinstraße sowie an die im Nonstal gelegenen Trentiner Gemeinden Cavareno, Predaia, Romeno und Sfruz.

## Geschichte
Die Gemeinde Amblar-Don entstand 2016 aus dem Zusammenschluss der bis dahin eigenständigen Gemeinden Don und Amblar.